# Fashion Museum, Bath
Fashion Museum (indtil 2007 kendt som Museum of Costume) er et museum, der ligger i Assembly Rooms i Bath, Somerset, England.
Samlingene blev startet af Doris Langley Moore, der overdrog sin samling til byen Bath i 1963. Det fokuserer på modetøj til mænd, kvinder og børn fra slutningen af 1600-tallet og frem til i dag, og den indeholder over 100.000 genstande. De ældste genstande er boderede skjorter og handsker fra omkring år 1600.
Museet har omkring 130.000 gæster om året.

## Dress of the Year
Siden etableringen i 1963 har en uafhængig modeekspert fået opgaven at vælge årets kjole til samlingen. Designere hvis arbejde er repræsenteret inkluderer Mary Quant, John Bates, Ossie Clark, Jean Muir, Bill Gibb, Giorgio Armani, John Galliano, Ralph Lauren, Alexander McQueen, Donatella Versace and Alber Elbaz.